# هدایت‌الله میرمرادزهی
هدایت‌الله میرمرادزهی نمایندهٔ دورهٔ نهم مجلس شورای اسلامی و عضو کمیسیون کشاورزی، آب و منابع طبیعی مجلس شورای اسلامی از حوزهٔ انتخابیهٔ سراوان، سیب، سوران و مهرستان (زابلی) در استان سیستان و بلوچستان و مدیرکل شیلات استان سیستان و بلوچستان بوده است.